# Lindzsina
Lindzsina románul: Izvoarele, falu Romániában, Erdélyben, Hunyad megyében.

## Fekvése
Vajdahunyadtól délre fekvő egykori bányásztelepülés.

## Története
Lindzsina nevét 1446-ban említette először oklevél Lensene néven, majd a későbbiekben: 1487-ben Lyngzyna, 1515-ben Lenczene, Lenczyna, Lengyena, 1630-ban  Lincsina, 1733 Linjina, 1750-ben Linczina, 1760–1762 között Lindsina, 1808-ban Lindszina, Lintschin, Lincsina, 1861-ben Lindsina, 1888-ban Lindsina  (Lindzsina), 1913-ban Lindzsina alakban fordult elő az írásos forrásokban.
1453-ban Déva vár tartozékai között sorolták fel és a Lincsinai ~ Lindzsinai, Lincsinai Supa és Oláh családok birtoka volt.
A trianoni békeszerződés előtt Hunyad vármegye Hátszegi járásához tartozott.
1910-ben 603 lakosából 13 magyar, 586 román volt. Ebből 134 római katolikus, 5 református, 461 görögkeleti ortodox volt.

## Források

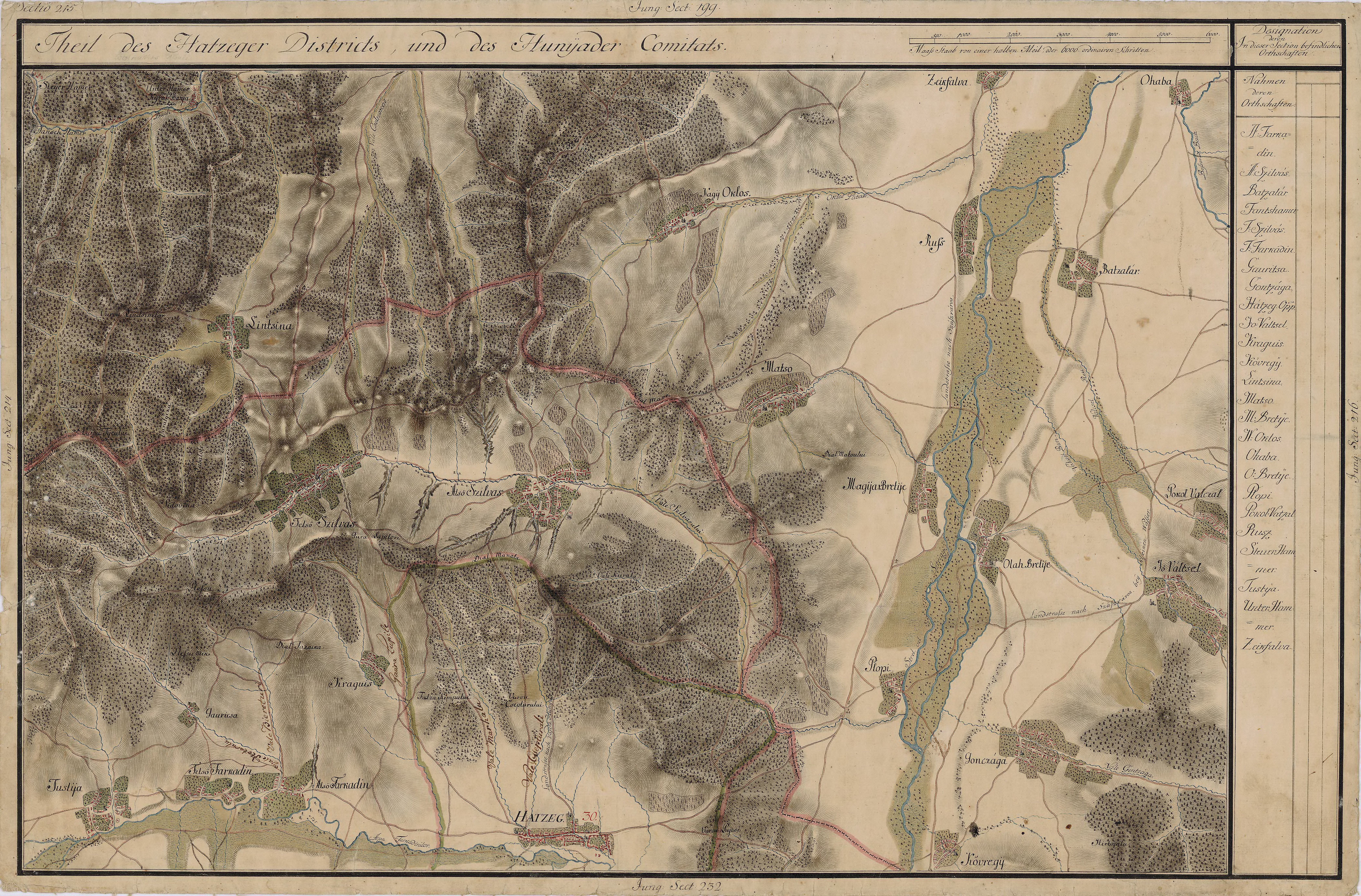
Lindzsina egy régi térképen